# Syncordulia venator
Syncordulia venator là loài chuồn chuồn trong họ Synthemistidae. Loài này được Barnard mô tả khoa học đầu tiên năm 1933.